# Iglesia de la Inmaculada Concepción (Jinámar)
La parroquia de Nuestra Señora de la Inmaculada Concepción de Jinámar-Marzagán data del siglo XVI y se encuentra en el barrio de Jinámar, en el municipio de Telde, en la isla de Gran Canaria (España). Está ubicada en la plaza de Jinámar y de la denominada Casa del Ermitaño, en el núcleo fundacional del barrio. 

## Historia
La parroquia tiene dos etapas sucesivas a lo largo de su historia. Siendo la primera la etapa posterior a la conquista de la isla de Gran Canaria y a la incorporación a la Corona de Castilla. Y la segunda etapa comienza a mediados del siglo XX prologándose hasta la actualidad. 
La primera etapa consiste el reparto de tierras por parte del gobernador Pedro de Vera, de la que muchos colonos repoblaron el área de Jinámar desde inicios del siglo XVI. Para dotar al núcleo poblado de un lugar de culto, don Cristóbal García del Castillo edificaría la primitiva ermita dedicada a la advocación de la Inmaculada Concepción en un principio estando radicado el culto de la patrona local en la denominada como Casa de la Virgen o Casa del Ermitaño de Jinámar, acabándose las obras de la ermita, según testamento del Mayordomo de la ermita don Francisco de Carrión, el 22 de mayo de 1525, estando como ermita vinculada a la Parroquia de San Juan Bautista de Telde. La familia del Castillo ha estado vinculada al ejercicio de Patronos de la Ermita. Desde el siglo XVII el cargo de mayordomo quedó vinculado a la rama principal de los descendientes de don Cristóbal, Castillo-Ruiz de Vergara, que en 1777 se constituiría en el Condado de la Vega Grande de Guadalupe. Bernardino García del Castillo comenzaría la reforma de la única nave de la ermita y de la Casa de la Virgen o Casa del Ermitaño el 22 de noviembre de 1586, debido al deplorable estado de conservación de la nave y de sus elementos arquitectónicos. 
Debido a la devoción hacia la Inmaculada Concepción, desde la consagración como fiestas de guardar del Obispo Diego de Muros, en 1506, ha tenido un caldo hondo en la sociedad isleña, que con motivo de su fiesta acuden muchos peregrinos teniendo, después de las Fiestas en honor de la Virgen del Pino, asistiendo para ello los miembros del Cabildo Catedral; siendo desde ese entonces las fiestas con más asistencia de público, continuando hasta la actualidad. En 1734 siendo mayordomo don Fernando Bruno del Castillo y Ruiz de Vergara se encargaría de la reforma de la ermita, así como de la confección de la actual imagen de la patrona local en 1780, según reza la inscripción de la media luna depositada a sus pies. Los oficios religiosos eran costados por el mayordomo de la ermita, debido a que como ermita no disponía de clero regular y estante para la realización de los actos de la eucaristía, procediendo del cercano convento de San Francisco en el barrio del mismo nombre de la ciudad de Telde; hasta la designación, por parte del Obispado de Canarias, de un Capellán de la Virgen, estando residiendo dentro de la misma desde diciembre de 1914. A principios del siglo XX comienza la última reforma de esta etapa en la que se adscribe a la ermita de una escuela con la que dotar de la enseñanza básica para los niños del barrio. 
La cercana hacienda de Jinámar, vinculada a la familia condal de la Vega Grande, a comienzos del siglo XIX comenzaría el cultivo de caña de azúcar en la zona (1856), teniendo éxito desde el primer momento, por lo que en 1857, por iniciativa condal el cultivo de la caña de azúcar está unido a las fiestas de la patrona: Fiestas de la Inmaculada Concepción y la Caña Dulce, hasta la actualidad. En 1921 se inicia los acuerdos para crear en la ermita de una coadjutoría, debido al crecimiento poblacional del barrio desde mediados del siglo XIX, lo que se termina creándose, sin embargo, se establece desde ese año la posibilidad de crear una parroquia independiente debido a las características del barrio y de la lejanía de los habitantes para ir a celebrar la eucaristía a Telde. Es el 10 de abril de 1940 cuando, por iniciativa del Obispo Antonio Pildain y Zapiain, que se decreta la constitución de una parroquia denominada Nuestra Señora de la Inmaculada Concepción de Jinámar-Marzagán, desgajándose de San Juan Bautista y de Tafira respectivamente. 
La segunda etapa se inicia desde la constitución de la actual parroquia y se prolonga hasta la actualidad. Debido a la consagración como parroquia y al creciente crecimiento poblacional, por iniciativa de doña María Teresa Rivero y del Castillo-Olivares, condesa viuda de la Vega Grande, a la memoria de su marido y al pueblo de Jinámar, inicia las reformas para la construcción actual de la parroquia, realizada por el prestigioso arquitecto vasco Secundino Zuazo Ugalde, entre los meses de octubre de 1957 y febrero de 1958, siendo hasta la actualidad la reforma más reciente. Con la finalización de las obras, se extingue el cargo de mayordomo de la ermita y se dona el templo al pueblo de Jinámar como reza la inscripción de su fachada.

## Estilo y Descripción
El estilo de la parroquia es un mezcla de estilo neoclásico y neogótico tanto en su fachada como en el exterior. La decoración que tiene es austera, presentado dos capillas laterales más el Retablo Mayor, presentando un estilo sobrio en conjunto. 
La parroquia es de planta cuadrangular, con tres naves, dos laterales y la central (el doble de ancha que las laterales) sin crucero en el altar. Las naves están sustentadas y separadas por seis arcos de medio punto que separan las naves entre sí. Los arcos están confeccionados en piedra de cantería, cuyos capiteles están decorados con hojas de palma. El Altar está elevado por medio de unas escaleras que permiten el acceso a la misma, estando debajo el sótano de la parroquia y en un lateral del altar la sacristía y el acceso al camarín de la virgen. Presenta tres puertas de acceso (dos laterales y la central), con coro a los pies rematado con un rosetón con la imagen de la Inmaculada Concepción. Las capillas están adscritas su advocación a Santo Domingo de la Calzada y a San Fernando. En el exterior presenta una torre espadaña de tres cuerpos rematada con una cruz de piedra; que contiene tres campanas, siendo el esquilón (la más pequeña), manufacturada en 1562 y de procedencia flamenca, siendo la campana más antigua conservada de todo el municipio de Telde. En la parte izquierda de la iglesia se encontraba el baptisterio (hoy reconvertido en el archivo parroquial), y en el flanco derecho se encuentra la casa parroquial actual rematado los muros que limitan la parroquia en las denominadas almenas puntas de diamante. 

### Retablo Mayor
El Retablo Mayor está confeccionado en un cuerpo, a su vez se subdivide en tres calles y estípetes, con sotabanco, predela y remate. Destaca la calle central del retablo es donde se custodia la imagen de vestir de la patrona local. Se trata de un retablo barroco del siglo XVIII, de autor desconocido, en su parte superior se encuentra la inscripción IHS. La particularidad del retablo radica en que, la altura y su disposición, hace que sea visible desde cualquier ángulo del templo. La restauración más reciente se hizo en el año 2000. 

### Capilla de Santo Domingo
Anteriormente conocida como Capilla de San Fernando, se desconoce el fundador de esta capilla. En esta capilla se encuentra en el margen izquierdo la talla anterior de la Inmaculada Concepción, de pequeño tamaño y, al parecer, de procedencia flamenca. En el centro dea la capilla se encuentra el Sagrado Corazón de Jesús y en el mágrn derecho se cuentra San José y el Niño. La imagen del San José es del barroco y del siglo XVII-XVIII. La Inmaculada pequeña se estipula a finales del siglo XV o inicios del XVI, mientras que el Sagrado Corazón es de manufactura más reciente (siglo XX). Presenta un cuadro decidado a Santo Domingo de Guzmán, de autor desconocido. 

### Capilla de San Fernando
Anteriormente conocida como Capilla de Santo Domingo de Guzmán, en algún momento se cambió los retablos de las capillas, de fundador desconocido. En esta capilla se encuentran las imágenes de Santa Teresa de Jesús (margen izquierdo), San Pascual Bailón (centro) y San Fernando (derecho). Las imágenes de Santa Teresa de Jesús son de fechas recientes (siglo XX) y la imagen de San Pascual es del barroco (siglos XVII-XVIII).

## Imaginería

### Nuestra Señora de la Inmaculada Concepción
Se trata de una escultura de bulto redondo, en concreto de una imagen de candelero o de vestir, localizada en la hornacida central del Retablo Mayor. Es una pieza sustitutiva de una Inmaculada Concepción del sigo XV o XVI, realizada (según reza la inscripción), en 1780 de autoría desconocida. Se alza sobre una peana de tres frontales con una media luna a sus piez y con corona de estrellas, vestida con manto azul celeste. Aunque la medialuna de la talla, en la inscripción, indica que fue realizada por el maestro Antonio Padilla en 1780, pudiendo ser el autor de la talla, aunque se desconocen registros que permitan averiguarlo. La restauración del año 2000 indicó la presencia de una capa segunda capa policromada realizada por personas ajenas a la restauración, así como desgaste de la talla y aparición de parásitos xilófagos. 

## Camarín de la Virgen
El camarín de la virgen de la Inmaculada Concepción es de fecha reciente, siendo en la última reforma de 1957, cuando se realiza. Situado en el interior de la sacristía realizado en madera, decorado con oro fino, la madera se encuentra policromada en colores rojos, azules y verdes. Confeccionado en dos puertas, estando en cada una de ellas loas arcángeles San Gabriel y San Miguel, revelando el misterio de María en su advocación de la Inmaculada Concepción. El camarín permite el acceso al interior de la hornacina donde se ubica la talla, permitiendo su bajada en sus fiestas patronales. Los laterales de las puertas del camarín están decorados con los atributos de la virgen como son escudo, relicario, torre, sol, custodio, medialuna. 

## Efemérides
- El 17 de abril de 1627 ocurre el fenómeno del "Sudor de la Virgen", recogido en un acta firmada por el escribano público Luis Norman.
- El 29 de noviembre de 1904 se representó las catorce estaciones del Vía Crucis, por iniciativa condal.
- El 12 de marzo de 2000 la iglesia recibió la visita del Cristo de Telde durante su traslado a la capital grancanaria con ocasión del Año jubilar. La imagen del Santo Cristo pernoctó una noche en el templo.